# Fundació Foment de l'Habitatge Social
La Fundació Foment de l'Habitatge Social és una entitat sense ànim de lucre impulsada per Càritas Diocesana de Barcelona per promoure la inclusió residencial entre els segments de la població que es troben en situació d'exclusió social o altres tipus de vulnerabilitat. Fundada el 1990, forma part de la Xarxa d'habitatges d'inclusió social de Barcelona, Cohabitac i la Coordinadora Catalana de Fundacions i és el principal gestor de pisos socials de Catalunya.
L'any 2023 atengué 1.750 persones, de les quals aproximadament la meitat eren menors d'edat, i gestiona de 458 habitatges a disposició de les persones que en feien ús. La majoria d'aquests habitatges són cedits per l'administració, entitats socials o de crèdit i particulars. A més d'oferir habitatges en règim de lloguer social, l'entitat proporciona acompanyament social a les famílies ateses.